# Фізична модель даних

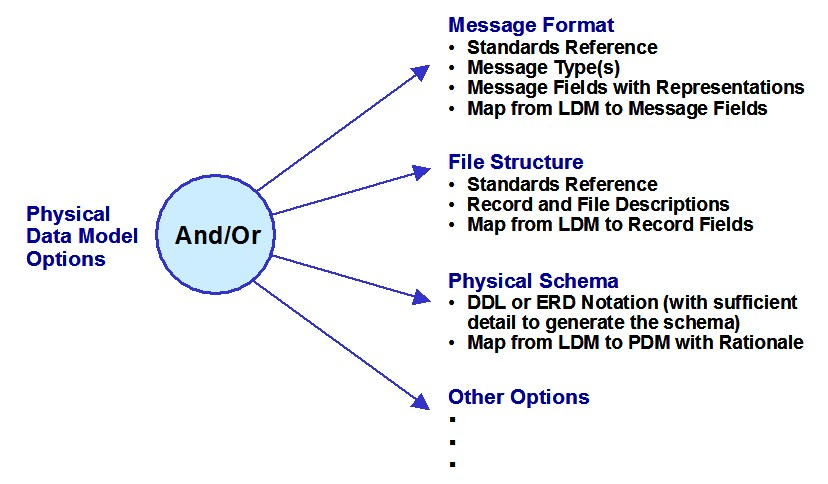
Варіанти фізичної моделі даних

Фізична модель даних (або проектування бази даних) — подання дизайну даних як реалізованого чи призначеного для реалізації у системі керування базами даних. У життєвому циклі проекту вона типово походить від логічної моделі даних, хоча вона може бути зворотно розроблена з даної реалізації бази даних. Завершена фізична модель даних включатиме всі артефакти бази даних, необхідні для створення відношень між таблицями чи для досягнення мети продуктивності, як-от індексів, визначень обмежень, зв'язаних і секціонованих таблиць або кластерів. Аналітики можуть зазвичай використовувати фізичну модель даних для обчислення оцінок зберігання; вона може включати специфічні деталі розподілу сховища для даної системи баз даних.
Станом на  2012 рік на комерційному ринку домінують сім основних баз даних: Informix, Oracle, Postgres, SQL Server, Sybase, DB2 та MySQL. Інші РСКБД прагнуть або бути спадковими базами даних, або використовуватися в навчальних закладах, таких як університети чи коледжі подальшої освіти. Фізичні моделі даних для кожної реалізації значно відрізнятимуться, не в останню чергу через базові вимоги операційної системи, що можуть бути під ними. Наприклад, SQL Server працює лише на операційних системах Microsoft Windows, тоді як Oracle та MySQL можуть працювати на Solaris, Linux й інших UNIX-подібних операційних системах, як і на Windows. Це означає, що вимоги до диску, безпеки та багато інших аспектів фізичної моделі даних залежатимуть від РСКБД, яку обере для використання адміністратор бази даних (або організація).

## Фізична схема
Фізична схема — термін, який використовується в керуванні даними для опису того, як дані представлені та зберігаються (файли, індекси та ін.) у другорядному сховищі, використовуючи конкретну систему керування базами даних (СКБД) (наприклад, РСКБД Oracle, Sybase SQL Server тощо).
У трисхемному підході архітектурі ANSI/SPARC внутрішня схема є розрізом даних, які стосуються технології керування даними. Вона є протилежністю зовнішній схемі, що відбиває окремі розрізи даних, або концептуальній схемі, що є інтеграцією набору зовнішніх схем.
Згодом[джерело?] внутрішню схему було визнано такою, що складається з двох частин:
Логічна схема була способом подання даних для узгодження з обмеженнями конкретного підходу до керування базами даних. На той час виборами були ієрархічна та мережева. Описуючи логічну схему, однак, досі не описано, як фізично дані зберігатимуться на дискових носіях. Це є предметом фізичної схеми. Зараз логічні схеми описують дані в термінах реляційних таблиць і колонок, об'єктно-орієнтованих класів і тегів XML.
Єдиний набір таблиць, наприклад, може бути реалізований багатьма способами, до і включаючи архітектуру, де рядки таблиць підтримуються на комп'ютерах у різних країнах.